# Расс, Теодор Саулович
Теодо́р Сау́лович Расс (3 декабря 1904, Кременец, Волынская губерния, Российская империя — 12 ноября 2001, Москва, Россия) — советский и российский ихтиолог, доктор биологических наук, профессор, внёсший большой вклад в изучение размножения и развития морских рыб Дальнего Востока и Мирового океана. Заслуженный деятель науки РСФСР (1978).

## Биография
Родился в Кременце в семье врачей Саула Петровича (Шовеля Пинхасовича) Раса и Адели Абрамовны, урождённой Голодец, получивших медицинское образование в Германии. С 1908 года семья жила в Москве (евреям с высшим образованием позволялось жить за чертой оседлости). Тёма (Теодор) Расс учился в гимназии Н. П. Поповой, преобразованную после революции трудовую школу № 38 II ступени, которую он окончил в мае 1921.
В 1921 году поступил в МГУ на биолого-почвенное отделение физико-математического факультета. Дипломная работа была посвящена строению головного мозга костистых рыб Баренцева моря. Получив в 1925 году специальность зоолога позвоночных, Расс в течение года работал сотрудником промыслового отдела Мурманской биологической станции. С 1926 по 1929 год аспирант НИИ зоологии при МГУ (1926—1929), за годы аспирантуры побывал на Баренцевом, Белом, Каспийском, Японском морях, на Аму-Дарье и в дельте Волги. После окончания аспирантуры — старший научный сотрудник в Государственном океанографическом институте (ГОИН), который позже стал Всесоюзным институтом морского рыбного хозяйства и океанографии (ВНИРО). В 1938 году Т. С. Расу присудили ученую степень кандидата биологических наук без защиты за 19 научных публикаций. В 1940 году защитил докторскую диссертацию «Исследование ранних стадий развития некоторых костистых рыб Баренцева моря» и получил звание профессора. В течение нескольких десятилетий на кафедре ихтиологии биологического факультета МГУ Расс читал курс «Зоогеография рыб». С 1948 года Расс заведовал лабораторией Института океанологии АН СССР, где проработал до конца своей жизни.

### Вклад в науку
Расс описал 3 новых рода и 7 новых видов рыб, подготовил первые обзоры глубоководных рыб дальневосточных морей и сопредельных вод Тихого океана. Именем Раса названы 4 вида рыб, в их числе обитающие на батиальных глубинах северной части Тихого океана морской слизень и представитель бельдюговых рыб — безухий лиценхел Расса.
Являлся организатором и одним из основных авторов таких капитальных монографических изданий, как атлас «Промысловые рыбы СССР» (1949), том «Рыбы» (1971, второе издание 1989) семитомной серии «Жизнь животных», многоязычный «Словарь названий морских промысловых рыб мировой фауны» (1980), включивший в себя названия около 3000 видов рыб.

## Семья
- Жена — Ирина Николаевна Верховская (1907, Санкт-Петербург — 1974, Москва), радиобиолог; доктор биологических наук, одной из первых начала использовать меченые атомы в биологии. Работала в Институте биофизики АН СССР, а после его перевода в Пущино — в Институте биохимии, где заведовала лабораторией и вела изотопный практикум[2].
  - Дочь — Ирма (род. 1934), физиолог,
  - Дочь — Ирина (род. 1940), геолог.
- Брат — Григорий (1901—?)[2],
- Сестра — Полина Расс-Серебряная (1905—1995)[2]

## Таксоны

### Описаны Т. С. Рассом
- Vitiaziella g. n., Rass, 1955
- Vitiaziella cubiceps[англ.] Rass, 1955
- Gonostoma vitiazi Rass, 1950
- Prososcopa g. n., Rass, 1961
- Prososcopa stilbia sp. n., Rass, 1961
- Bassozetus zenkevitchi Rass
- Leuroglossus stilbius schmidti Rass

### Названы в честь Т. Раса
- Lycenchelys rassi Andriashev, 1955
- Diaphus rassi Кuliкоvа, 1961
- Paraphyonus rassi (J. G. Nielsen, 1975)[5]
- Pseudonotoliparis rassi[англ.] Pitruk, 1991

## Некоторые научные труды
- Расс Т. С. // Зоологич. журнал. 1940. Т. 19. Вып. 3. С. 510—515.
- Расс Т. С. Географические параллелизмы в строении и развитии костных рыб северных морей, М., 1941.
- Расс Т. С. Замечательный случай биологической связи рыбы и краба // Природа, 1950. № 7. С. 68-69;
- Расс Т. С. Глубоководные рыбы дальневосточных морей // Природа, 1953. № 2. С. 107—110;
- Расс Т. С. Глубоководные рыбы Курило-Камчатской впадины // Труды Института Океанологии АН СССР. 1955. № 12. С. 328—339.
- Расс Т. С. Пути обогащения ихтиофауны СССР // Природа, 1958. № 4. С. 44-47;
- Расс Т. С. Рыбы самых больших глубин // Природа, 1958. № 7. С. 107—108;
- Расс Т. С. Общая характеристика глубоководной ихтиофауны. — В кн.: Тихий океан. Биология Тихого океана. Кн. 3. Рыбы открытых вод. М., 1967
- Расс Т. С. Целакант — яйцекладущая рыба // Природа, 1972. № 10. С. 110;
- Расс Т. С. Рыбы наибольших глубин океана // ДАН СССР. 1974. Т. 217. No 1. С. 209—212.
- Расс Т. С. Новые исследования Карибского моря, Мексиканского залива и их фауны // Океанология. 1974. Т. 14. No 1. С.180-186.
- Расс Т. С. Солоноватоводные рыбы, их разведение и акклиматизация // Природа, 1975. № 12. С. 58-67;
- Расс Т. С. Биогеографическое правило обратной связи размеров яиц пойкилотермных животных с температурой среды. // Труды Института Океанологии АН СССР. 1986. Т. 116. С. 152—168.
- Волькенштейн М. В., Расс Т. С. О вымирании видов. // ДАН СССР. 1987. Т. 295. № 6. С. 1513—1516.
- Расс Т. С. Метамерия позвоночников, величина яиц (икринок) и размеры особей у рыб северных морей // Докл. РАН. 1992. Т. 324, No 5. С. 1131—1135.
- Расс Т. С. Оскудение рыбных богатств Чёрного моря // Природа, 1994. № 5. С. 66-73.
- Расс Т. С. // Вопросы ихтиологии. 2001. Т.41. № 6. С.742-749.

### Книги
- Расс Т. С. Мировой промысел водных животных. М., 1948.
- Расс Т. С. // Тихий океан. М., 1967. С. 139—144, 228—246. (Переведен на английский и японский языки, удостоен Государственной премии 1977 г.)
- Расс Т. С. Рыбные ресурсы Европейских морей СССР и возможности их пополнения акклиматизацией. М., 1965.
- Линдберг Г. У., Герд А. С., Расс Т. С. Словарь названий морских промысловых рыб мировой фауны. Л., 1980.
- Решетников Ю. С., Котляр А. Н., Расс Т. С., Шатуновский М. И. Пятиязычный словарь названий животных. Рыбы. Латинский, русский, английский, немецкий, французский. — М.: Рус. яз., 1989. — С. 254. — 12 500 экз. — ISBN 5-200-00237-0.